# Глоговац, Стево
Сте́во Гло́говац (босн. Stevo Glogovac; 9 января 1973, Белича, СР Босния и Герцеговина) — боснийский футболист, полузащитник. По национальности серб. В чемпионате России по футболу играл в 2002 году, провёл за «Анжи» 17 матчей.

## Футбольная карьера
Он дебютировал в клубе «Герцеговац» в 1990 году. Из-за гражданской войны в Боснии и Герцеговине он переехал в Сербию.
Он играл в «Анжи», «Црвене Звезде», в «Звездаре», «Раде» из города Белград. В январе 2003 он перешёл в «Земун». В январе 2006 он перешёл в «Бежанию».